# Степанков, Валерий Степанович
Валерий Степанович Степанков (18 сентября 1947, Слободка-Рыхтовская, Каменец-Подольская область — 23 января 2025) — советский и украинский историк. Доктор исторических наук. Профессор.

## Биография
Родители — Степан Фёдорович и Екатерина Всеволодовна. Во время обучения в Слободко-Рыхтовской средней школе (1954—1965 гг.) проявил способности в изучении дисциплин математического цикла, хотя любил также литературу и историю. Школу окончил с двумя четвёрками в аттестате (по украинскому и русскому языкам), однако по неизвестной причине серебряной медали не получил.

## Обучение
Учтя (по признанию Валерия Степановича) недостаток пространственного воображения, решил поступать в 1965 году не в Киевский политехнический институт, а на отделение истории историко-филологического факультета Каменец-Подольского пединститута. Экзамены сдал успешно, но по конкурсу не прошёл. Приёмная комиссия зачислила его кандидатом в студенты. Студентом стал в марте 1966 года после успешной сдачи зачётов и экзаменов на зимней сессии. Получив право учиться, проявил изрядную настойчивость, целеустремлённость и работоспособность, трансформируя природные задатки математика в профессионализм историка. Этому способствовала кропотливая работа над темой дипломной работы, избранной осенью 1966 года в кружке, которым руководил доцент Петр Щербина. В июне 1969 года дипломная работа (195 стр. рукописи) была защищена на «отлично».

## Начало трудового пути
Окончив институт с отличием, Валерий Степанков уехал работать по назначению учителем истории в Сергиевскую восьмилетнюю школу Путильского района Черновицкой области. В связи с реорганизацией кафедры истории Каменец-Подольского пединститута в две кафедры — истории СССР и УССР и всеобщей истории — завкафедрой всеобщей истории профессор Леонид Коваленко и декан исторического факультета, доцент Анатолий Копылов предложили ему перейти на работу в ВУЗ на должность ассистента кафедры всеобщей истории. Это предложение было с благодарностью принято, и с августа 1970 года В. Степанков начал работать в новом качестве: вёл семинарские занятия по истории средних веков и новой истории. В мае следующего года ушёл служить в ряды вооружённых сил СССР (попал в ракетное подразделение на окраине эстонского города Раквере).

## Профессиональные ступени
После возвращения с военной службы в мае 1972 года восстановился в должности ассистента кафедры всеобщей истории, где вскоре начал читать лекционный курс «Новая и новейшая история стран Азии и Африки». Успешное овладение учебной дисциплиной и методикой её преподавания создало условия для избрания его в конце 1977 года на должность старшего преподавателя кафедры всеобщей истории.
По совету выдающегося исследователя казачества старшего научного сотрудника отдела истории феодализма Елены Михайловны Апанович весной 1972 года выбрал тему диссертационного исследования: «Антифеодальная борьба на Правобережной Украине в годы Освободительной войны (1648—1654)». В конце октября 1972 года она была утверждена Научным советом Института истории АН Украины и включена координационного плана. Апанович согласилась стать научным руководителем и ещё до своего официального утверждения в этом качестве начала консультировать молодого учёного.
12 сентября 1972 года, при сокращении штатного расписания научных сотрудников отдела (приказ № 152), Апанович уволили с работы (вместе с другими учёными). Только через 8 месяцев Апанович удалось устроиться на должность старшего научного сотрудника в отдел рукописей Центральной научной библиотеки АН Украины, где она работала до 1986 года включительно.
При таких обстоятельствах Валерий Степанков потерял научного руководителя, а тема диссертации, хоть и касалась социальных аспектов Освободительной войны, оказалась «неактуальной». В конце 1974 года завершил написание текста диссертации, однако за неимением публикаций (редколлегии журналов и сборников, как правило, отклоняли предлагаемые статьи) и при отсутствии руководителя подать её к защите не смог.

## Наследие
Период с 1994 до середины 2007 года стал временем расцвета научной и педагогической творчества учёного. В течение этого времени выходит в свет около 220 написанных индивидуально и в соавторстве научных работ, пособий и учебников. Всего же в активе учёного более 300 работ (в том числе 47 книг и брошюр). Он — выдающийся редактор, член редколлегии и рецензент 90 монографий, сборников статей и материалов конференций. Ведущими направлениями исследований стали такие проблемы: Украинская национальная революция XVII века. и её место в европейском революционном движении XVI—XVIII ст.; развитие государственной идеи XVII—XVIII вв.; украинское государство и его политическая элита во второй половине XVII—XVIII вв.; украинская дипломатия XVII—XVIII вв.; деятельность национальных спецслужб; революционные события 1648—1676 рр. на территории Подолья; биографии гетманов и старшин Украинского государства второй половины XVII века. и источниковедение и историография Национальной революции XVII века.
Работа в архивах и отделах рукописей научных библиотек Польши (научные командировки в Варшаву в 1993, 2003, 2004 гг. и Кракова в 2001 г. стали возможными только благодаря стипендиям Центра исследований истории Украины им. П.Яцика при Альбертском университете в Канаде и Мемориального фонда им. Н.Печенюка) позволила существенно расширить базу источников исследований и на основе её анализа внести немало нового в выяснения выше названных проблем. Крупнейшего доработку было достигнуто в творческом сотрудничестве с академиком НАН Украины, директором Института истории Украины НАН Украины Валерием Смолием. Так, были напечатаны их монографии «Богдан Хмельницкий. Хроника жизни и деятельности» (К., 1994. −12 др. арк.), «Богдан Хмельницкий. Социально-политический портрет», изд. второе, дополненное и переработанное (К., 1995. — 44,5 др. арк.), «Украинская государственная идея XVII—XVIII веков: проблемы формирования, эволюции, реализации» (К., 1997. — 17 др. арк.), «Украинская национальная революция середины XVII вв.: проблемы, поиски, решения» (К., 1999. — 7 др. арк.), «Украинская национальная революция XVII века. (1648—1676 рр.): Украина сквозь века». — Т.7 (К., 1999. — 19 др. арк.), «Богдан Хмельницкий» (К., 2003. — 22 др. арк.)
Подготовили два раздела (объёмом 8,5 др. арк.) фундаментального исследования «Очерки по истории дипломатии Украины» (К., 2001. — 64,4 др. арк.), два раздела (8,7 др. арк.) двухтомника «История украинского казачества». — Т.1 (К., 2006. — 63 др. арк.), раздел двухтомника «История украинского крестьянства». — Т.1 (К., 2006. — 60,7 др. арк.) др.
Учёные приняли совместное участие и в написании учебных пособий и учебников для студентов вузов и учеников школ. Так, подготовлен с их участием (наряду с другими авторами) пособие «История Украины» уже трижды переиздавался (1997, 2000, 2002 гг.). А выданный ими пробный учебник для учащихся 7 класса «История Украины. Древние времена и средневековье» (К., 2000. — 20,4 др. арк.) на III Киевской Международной выставке-ярмарке «Книжный сад — 2001», посвящённой 10-й годовщине Независимости Украины, отмечен Дипломом в номинации «Лучший учебник». В 2007 году увидело свет его второе, дополненное и переработанное, издание. Подготовили к печати также учебник «История Украины» для 8 класса.

## Награды
Творческие достижения Валерия Степанкова нашли признание со стороны научной общественности и государства. В частности, в марте 1999 года избран академиком Украинской академии исторических наук, в декабре 2001 года указом президента Украины присуждена Государственная премия Украины в области науки и техники, а в августе 2003 г. он стал Лауреатом областной премии им. Ю.Сицинского в области историко-краеведческой работы.
- Орден «За заслуги» III ст. (17 сентября 2007)[3]
- 23 февраля 2010 — Крест Ивана Мазепы[4]
- Заслуженный работник народного образования Украины (22 октября 1993)[5]

## Смерть
Умер 24 января 2025 года на 78-м году жизни.